# Battleford
Battleford är en ort i Kanada.   Den ligger i provinsen Saskatchewan, i den centrala delen av landet, 2 500 km väster om huvudstaden Ottawa. Battleford ligger 488 meter över havet och antalet invånare är 3 685.
Terrängen runt Battleford är platt. Närmaste större samhälle är North Battleford, 5,3 km norr om Battleford. 
Trakten runt Battleford består till största delen av jordbruksmark. Trakten runt Battleford är nära nog obefolkad, med mindre än två invånare per kvadratkilometer.